# Castello di Torny
Il castello di Torny è un castello situato presso Torny-le-Grand nel territorio del comune di Torny nel Canton Friburgo in Svizzera.

## Storia
Il castello venne costruito da Jean-Joseph-Georges de Diesbach-Torny (1699-1772) tra il 1730 e il 1745. La famiglia dei Diesbach-Torny ne mantenne la proprietà sino al 1798. Nel 1892 il comune comprò l'immobile per poi rivenderlo subito dopo a un privato.
L'edificio, tutt'oggi proprietà privata, è classificato come bene culturale d'importanza nazionale.